# تپه قلاع گپ
تپه قلاع گپ مربوط به دوره نوسنگی - عصر مس - عصر آهن - دوره اشکانیان - دوره ساسانیان - سده‌های متاخر دوران‌های تاریخی پس از اسلام است و در شهرستان ازنا، بخش مرکزی، دهستان سیلاخور شرقی، در میان بافت قدیمی روستای مسعودآباد واقع شده و این اثر در تاریخ ۷ اسفند ۱۳۸۶ با شمارهٔ ثبت ۲۱۳۹۲ به‌عنوان یکی از آثار ملی ایران به ثبت رسیده است.